# Војводство Сполето
Војводство Сполето (италијански: Ducato di Spoleto) је била држава која је на Апенинском полуострву постојала од 570. до 1201. године.

## Историја
Лангобарди 568. године започињу са насељавањем Италије. У периоду од 574. до 584. године они су запосели северну Италију образујући тридесетак војводстава. Одатле су наставили са продорима ка унутрашњости полуострва. На територији Умбрије Фароалд I од Сполета формира 570. године оснива војводство Сполето. Војводе Сполета водили су сталне ратове са византијским Равенским егзархатом. Лангобардски краљеви успели су да успоставе централну власт над Сполетом до средине 8. века. Каролиншки владар Карло Велики је 774. године напао Лангобардско краљевство одговарајући на папин позив у помоћ. Две године касније, Лангобардска краљевина је освојена, заједно са Сполетом. Сполето је предат папама на управу. Држава је поново обновљена 842. године као франачка маркгрофовија. Од 949. године Сполетом управља италијански краљ. Италија, међутим, убрзо постаје део Светог римског царства. Године 1201. Отон IV поклонио је Сполето Папској држави. Сполето је и формално изгубило независност 1213. године, а његове територије подељене су између Папске и Напуљске државе.